# Gewichtheffen op de Olympische Zomerspelen 2016 – klasse tot 85 kilogram mannen
Het gewichtheffen in de klasse tot 85 kilogram voor mannen op de Olympische Zomerspelen 2016 vond plaats op vrijdag 12 augustus. Regerend olympisch kampioen was Adrian Zieliński uit Polen. Hij kwam tijdens deze Spelen in actie in een andere gewichtsklasse en kon derhalve zijn titel niet verdedigen. De totale score die een gewichtheffer behaalde was de som van zijn beste resultaten in het trekken en het voorslaan en uitstoten, met de mogelijkheid tot drie pogingen in elk onderdeel. In deze gewichtsklasse deden vierentwintig atleten mee, afkomstig uit tweeëntwintig verschillende landen: Frankrijk en Wit-Rusland waren tweemaal vertegenwoordigd.
De Iraniër Kianoush Rostami won het goud met een totaalscore van 396 kilogram, een nieuw wereld- en olympisch record. In november 2017 kondigde hij aan zijn gouden medaille te veilen om zo geld op te halen voor de slachtoffers van de aardbeving in Kermanshah, die aan honderden mensen het leven kostte. De winnaar van het brons, de Roemeense gewichtheffer Gabriel Sîncrăian, werd in oktober 2016 zijn medaille ontnomen nadat hij de anti-dopingreglementen had overtreden.
De Cyprioot Antonis Martasidis stond oorspronkelijk op de startlijst op dit onderdeel, maar werd uitgesloten van deelname op de Spelen nadat hij positief was getest op een verboden middel.

## Records
Voorafgaand aan het toernooi waren dit de wereldrecords en de olympische records.
| Wereldrecord     | Trekken | Andrej Rybakov   | 187 kg | Chiang Mai | 22 september 2007 |
| Wereldrecord     | Stoten  | Kianoush Rostami | 220 kg | Teheran    | 31 mei 2016       |
| Wereldrecord     | Totaal  | Kianoush Rostami | 395 kg | Teheran    | 31 mei 2016       |
| Olympisch record | Trekken | Andrej Rybakov   | 185 kg | Beijing    | 15 augustus 2008  |
| Olympisch record | Stoten  | Pyrros Dimas     | 215 kg | Sydney     | 23 september 2000 |
| Olympisch record | Totaal  | Andrej Rybakov   | 394 kg | Beijing    | 15 augustus 2008  |

## Uitslag
| rang   | naam                   | land          | groep | gewicht | trekken (kg) | trekken (kg) | trekken (kg) | trekken (kg) | stoten (kg)   | stoten (kg)   | stoten (kg)   | stoten (kg)   | totaal    |
| rang   | naam                   | land          | groep | gewicht | 1            | 2            | 3            | Score        | 1             | 2             | 3             | Score         | totaal    |
| ------ | ---------------------- | ------------- | ----- | ------- | ------------ | ------------ | ------------ | ------------ | ------------- | ------------- | ------------- | ------------- | --------- |
| Goud   | Kianoush Rostami       | Iran          | A     | 84,26   | 174          | 179          | 182          | 179          | 215           | 215           | 217           | 217           | 396 WR OR |
| Zilver | Tian Tao               | China         | A     | 84,85   | 173          | 178          | 178          | 178          | 210           | 210           | 217           | 217 OR        | 395       |
| Brons  | Denis Ulanov           | Kazachstan    | A     | 84,95   | 170          | 175          | 175          | 175          | 215           | 215           | 215           | 215           | 390       |
| 4      | Oleksandr Pieliesjenko | Oekraïne      | A     | 84,73   | 170          | 173          | 175          | 175          | 210           | 210           | 212           | 210           | 385       |
| 5      | Petr Asayonak          | Wit-Rusland   | A     | 84,24   | 165          | 170          | 173          | 170          | 201           | 207           | 215           | 207           | 377       |
| 6      | Pavel Khadasevich      | Wit-Rusland   | A     | 84,47   | 166          | 170          | 173          | 170          | 195           | 201           | 201           | 195           | 365       |
| 7      | Faris Ibrahim          | Qatar         | A     | 84,79   | 151          | 155          | 158          | 158          | 197           | 203           | 208           | 203           | 361       |
| 8      | Giovanni Bardis        | Frankrijk     | B     | 84,63   | 160          | 160          | 165          | 165          | 185           | 190           | 192           | 192           | 357       |
| 9      | Benjamin Hennequin     | Frankrijk     | A     | 84,43   | 155          | 160          | 160          | 155          | 195           | 202           | 202           | 195           | 350       |
| 10     | Yoelmis Hernández      | Cuba          | A     | 84,49   | 150          | 150          | 150          | 150          | 200           | 205           | 205           | 200           | 350       |
| 11     | Theodoros Iakovidis    | Griekenland   | B     | 84,58   | 151          | 156          | 160          | 160          | 186           | 190           | 197           | 190           | 350       |
| 12     | Pascal Plamondon       | Canada        | B     | 85,00   | 150          | 155          | 155          | 155          | 185           | 185           | 190           | 190           | 345       |
| 13     | Yu Dong-ju             | Zuid-Korea    | B     | 84,44   | 150          | 157          | 157          | 150          | 190           | 195           | 195           | 190           | 340       |
| 14     | Amar Musić             | Kroatië       | B     | 84,58   | 140          | 145          | 150          | 150          | 180           | 180           | 186           | 186           | 336       |
| 15     | Richie Patterson       | Nieuw-Zeeland | B     | 84,13   | 145          | 149          | 149          | 149          | 181           | 186           | 187           | 181           | 330       |
| 16     | Hoàng Tuấn Tài         | Vietnam       | B     | 84,27   | 135          | 140          | 145          | 145          | 172           | 180           | 185           | 180           | 325       |
| 17     | Welisson Silva         | Brazilië      | B     | 84,69   | 140          | 145          | 150          | 145          | 180           | 190           | 190           | 180           | 325       |
| 18     | Milko Tokola           | Finland       | B     | 84,79   | 140          | 145          | 148          | 145          | 170           | 175           | 175           | 175           | 320       |
| 19     | Khalid El-Aabidi       | Marokko       | B     | 80,57   | 120          | 127          | 130          | 120          | 153           | 160           | 165           | 165           | 285       |
| 20     | Christian Amoah        | Ghana         | B     | 83,52   | 121          | 125          | 130          | 130          | 153           | 153           | 157           | 153           | 283       |
| –      | Kyle Micallef          | Malta         | B     | 84,87   | 118          | 118          | 118          | DNF          | uitgeschakeld | uitgeschakeld | uitgeschakeld | uitgeschakeld | DNF       |
| –      | Arakel Mirzoyan        | Armenië       | A     | 83,67   | 158          | 158          | 160          | 158          | uitgeschakeld | uitgeschakeld | uitgeschakeld | uitgeschakeld | DNF       |
| DSQ    | Gabriel Sîncrăian      | Roemenië      | A     | 84,33   | 167          | 171          | 173          | 173          | 204           | 212           | 217           | 217           | 390       |